# Луарсаб I
Луарсаб I Великий (груз. ლუარსაბ I; 1502–1556) — цар Картлі (1527–1556). Син Давида X. Представник династії Багратіоні.
Основними подіями його правління були навали шаха Тамаза.

## Війна з Іраном
1536 року, коли цар перебував у Мцхеті, на картлійську територію вторглась армія шаха Тамаза, спалила Тбілісі й залишила у фортеці перський гарнізон. Луарсаб зміг відбити столицю лише 1539 року.
1548 шах Тамаз знову захопив Тбілісі. З того моменту Луарсаб I вів, фактично, партизанську війну проти персів.
1556 року до Картлі вторгся карабаський бейлербей Шахверди-султан. Луарсаб I був уже старим, і грузинською армією командував його син Симон. Битва сталась поблизу села Гарісі. Карабахців було розбито, проте один з карабаських загонів опинився на височині, звідки цар спостерігав за ходом битви. В результаті царя було смертельно поранено.

## Кінець правління
1556 року цар Луарсаб I помер від отриманих в бою смертельних поранень. Був долучений до лику святих «Бо цар цей воював усі дні свої з мусульманами, щоб не залишили грузини Христа».

## Родина
Був одружений з Тамар, дочкою царя Імеретії Баграта III. Від того шлюбу народились:
- дочка, царівна, у шлюбі з царевичем Георгієм, сином царя Кахетії Левана.
- Симон, цар Картлі
- Давид, цар Картлі
- Вахтанг (1546–1605), царевич.
- Олександр (1546–1573), царевич.
- Леван, царевич.
- дочка, царівна. У шлюбі з князем Кейкаозом Чхеїдзе.[2]